# Olga Zawadzka
Olga Zawadzka, nata Olga Antonina Bocheńska (14 dicembre 1905 – Szczecinek, 18 luglio 2008), è stata un'insegnante polacca, catechista, Giusta tra le nazioni e sorella di Józef Maria Bocheński, filosofo domenicano.

## Biografia
È la figlia di Adolf Zawadzki e Maria nata Dunin-Borkowska e sorella di Józef Maria, Aleksander e Adolf Bocheński. Durante la guerra salvò la vita a tre donne ebree tra cui la piccola Noe Livne dal ghetto di Lwów. Dopo la seconda guerra mondiale  Livne si stabilì in Israele e solo dopo quasi 50 anni le due donne si incontrarono di nuovo. Zawadzka dopo la fine delle ostilità visse a Ustronie Morskie, Kołobrzeg, Szarów vicino a Bochnia e infine nel 1959 si stabilì a Szczecinek nella Pomerania occidentale dove lavorò come insegnante e catechista. Negli anni 1970-76 fece parte del gruppo di redattori che preparò il nuovo programma di insegnamento del catechismo.scuole e preparò dodici volumi di libri di testo per gli studenti e dodici per gli insegnanti. Il programma da lei co-creato rimase in vigore nella maggior parte delle diocesi polacche per molti anni.
Nel 1992 l'Istituto Yad Vashem le conferì la medaglia di Giusta tra le Nazioni e Papa Giovanni Paolo II una medaglia per la catechesi a lungo termine. Il 19 luglio 2008 fu insignita della Croce di Commendatore dell'Ordine Polonia Restituta dal Presidente della Repubblica di Polonia Lech Kaczyński.
Morì a Szczecinek il 18 luglio 2008 all'età di 102 anni.